# Factoría de Ficción
Factoría de Ficción é um canal de televisão digital terrestre privado espanhol, de âmbito nacional, operado pelo grupo Mediaset España. Começou as suas emissões no dia 18 de Fevereiro de 2008 com o nome FDF Telecinco, substituindo na sua frequência o canal Telecinco Estrellas. No sábado, dia 25 de Julho de 2009, o canal mudou a sua imagem corporativa e mudou o nome de FDF Telecinco ao nome actual.
O nome provêm do extinto canal Factoría de Ficción, no qual a Mediaset España era sócia, juntamente com a Globomedia e a Antena 3 e que acabou as suas emissões no dia 30 de Julho de 2007.

## História
FDF Telecinco nasceu no dia 18 de Fevereiro de 2008, depois da reordenação dos canais TDT da Mediaset España. Nasce substituindo a Telecinco Estrellas, com a mesma temática e séries.
Durante os próximos meses, continuou com diferentes séries até que no dia 11 de Maio de 2009 a Telecinco voltou a reestruturar a sua oferta de canais TDT, criando a LaSiete, que substituiu a Telecinco 2 e passando o horário infantil deste canal, chamado Boing para o canal Factoría de Ficción. Além disso estreou séries de muita audiência da Telecinco como Camera Café ou Aída.
No dia 25 de Julho de 2009, para coincidir com o resto de canais da oferta TDT da Telecinco, o canal FDF Telecinco renova a sua imagem e nome, passando a designar-se Factoría de Ficción.